# Dyn'Aéro MCR 4S
Le MCR 4S est un aéronef civil développé par la société Dyn'Aéro. SE Aviation à Pontarlier a repris la production.

## Développement & Historique
Basé sur la technologie du MCR 01, Dyn'Aero lance l'étude initiale du MCR-4S en 1994. Le MCR-4S est un combiné des diverses technologies développées par la société française. La voilure et les dispositifs hypersustentateurs du MCR-4S sont ceux du MCR 01 UL, apparu en 1997. Les commandes du quadriplace de Dyn'Aero sont des dérivés des commandes du MCR 01 Club apparu, quant à lui, en 1998.
Après six années de développement, le MCR-4S effectue son premier décollage le 4 juin 2000 équipé d'un moteur Rotax. Dyn'Aero dévoile son nouvel appareil au Rallye aérien international à Cranfield (Angleterre), seulement neuf jours après son premier vol. En juin 2001, la DGAC accorde au MCR-4S son certificat de navigabilité. En 2010, 90 MCR-4S apparaissent sur le registre des avions civils européens (hors Russie).
La structure du MCR-4S a été utilisée par EADS Défense et sécurité pour son drone EADS Surveyor 2500.
La société DynAero, rachetée par le groupe Artzainak et devenue Aupa DynAero, annonce fin 2015 qu'elle arrête la fabrication des ULM et des avions prêts-à-voler. Son site internet indique « AUPA Dyn Aéro a mis fin à la production et distribution des MCR ULM ou avion en kit. La navigabilité de la flotte des MCR n’est plus assurée. »
La société SE-Aviation propose depuis octobre 2015 des prestations de montage de MCR.

## Caractéristiques
Le MCR-4S est un avion léger quadriplace destiné aux pilotes privés et aux aéroclubs. Son poids plume lui permet d'emporter, en charge utile, 150 % de sa masse à vide. Les ailes et gouvernes de l'appareil sont en fibre de carbone. Des winglets ont été ajoutés en 2002. Le train tricycle dispose de suspension oléopneumatique.

## Modèles

### MCR 4S
Le MCR 4S est le modèle originel, vendu en kit.

### MCR 4SEvolution
Le MCR4SE ,
avec le nouveau moteur Rotax 915 iS et l’hélice MT-Propeller MTV34, vole depuis septembre 2018.
Les essais en vol démontrent des vitesses de croisière de 135 kt au niveau de la mer et 160 kt au niveau 120. 
L’avion se comporte tout à fait normalement dans tous les domaines de vol et l’injection + turbo délivre une forte puissance et une faible consommation :
135 kt à 75 % de la puissance ⇒ 26,5 L/h et 
142 kt à 85 % de la puissance ⇒ 29,9 L/h
La conception de cette installation moteur a été faite pour que les MCR4S déjà en vol puissent bénéficier de cette installation.
Rien n’est à modifier sur la structure de l’avion pour installer le 915iS.
Les hélices MT21 A, souvent montées sur les 914, pourront être montées sur le 915.
La fiche d’éligibilité du MCR4S est en cours de modification par les services de la DSAC.

### Pick Up
Le Pick Up est la version ULM : les deux places arrière sont remplacées par une soute à bagages et la masse maximale est limitée à 525 kg.

### MCR R180
Le MCR R180 est la version remorqueur, dotée du moteur Lycoming 0-360 (180 ch).
Une version militaire du MCR R180, appelée Pulsatrix, a été présentée par la société ATE South Africa au Salon du Bourget en 2011.

### Twin-R
Le Twin-R est la version bimoteur.